# Јапанска лака крстарица Ноширо
Крстарица Ноширо (јап:能代 軽巡洋艦) је била други од четири брода серије лаких крстрица класе Агано, и коришћена је царској јапанској морнарици током Другог светског рата. Име је добила по реци Ноширо, која протиче кроз провинцију Уго у Јапану.

## Позадина
Лаке крстарице класе Агано су биле намењене да служе као брзи, лако оклопљени командни бродови група разарача или подморница, и требало је да замене раније класе лаких крстарица које су изграђене одмах након Првог светског рата.

## Служба

### Рани период
Крстарица Ноширо је поринута 19. јула 1942. године у бродоградилишту у Јокосуки, а комплетирана је 30. јуна 1943. године. У почетку она се налазила у састав јапанске Прве флоте, али је 15. августа 1943. године пребачена у Другу флоту, која је била под командом вицеадмирала Такео Курите, и заменила је на месту затавног брода 2. флотиле разарача, крстарицу Џинцу, која је потопљена претходног месеца у бици код Коломбангара.

### Битке код Гилбертових и Соломонових острва
Дана, 18. септембра 1943. године, као одговор на ваздушни реид, који су Американци лансирали са својих носач авиона Лексингтон, Принстон и Били Вуд, против јапанских снага на атолу Тарава, Комбинована флота са јаким поморским снагама сакупљеним код Ениветока, покушава да успостави контак са америчком флотом, међутим не успева у томе и враћа се назад у базу Трук.
У периоду од 17. октобра 1943. до 26. октобра 1943. године, Комбинована флота поново не успева да успостави контакт са америчким снагама (оперативна ескадра ТФ-15) које су бомбардовале острво Вејк.
Американци, 1. новембра 1943. године, започињу операцију „Shoestring“, са циљем да преузмо острво Бугенвил, Соломонова острва. Један дан након битке у заливу царице Аугусте (2. новембар 1943. године), Ноширо напушта базу Трук, заједно са крстарицама из 4. дивизије крстарица – Атаго, Маја, и Такао, 7. дивизије крстарица – Сузуја и Могами, 8. дивизије крстарица – Чикума и четири разарача, и стиже 5. новембра 1943. године у базу Рабаул. Док су се допуњавале горивом у Симсон Харбору, са танкера Кокујо Мару, крстарице су нападнуте од 97 авиона, који су долетели са носач авиона из оперативне ескадре ТФ-38 – Саратога и Принстон. Приликом овог напада, Ношири је погођена једним торпедом које не експлодира.
Од 12. новембра 1943. године, Ноширо помаже броду близанцу, крстарици Агано, која је нешто раније погођена торпедом са америчке подморнице Скемп, да дође до базе Трук.
Дана, 20. новембра 1943. године, искрцавањем на Тараву, Американци започињу операцију „Galvanic", ради заузимања Гилбертових острва. Инвазиона флота је располагала са скоро 200 бродова, укључујући 13 бојних бродова и 11 носача авиона. Ноширо напушта базу Трук, заједно са крстарицама Сузуја, Кумано, Чокаи, Ојодо, у пратњи неколико разарача, међутим, група се враћа 15. децембра назад у базу Трук. Ноширо заједно са крстарицом Ојодо и разарачима Акиказе и Јамагумо, напушта базу Трук 30. децембра 1943. године. Јапанску групу нападају 1. јануара 1944. године, амерички авиона са носача авиона Банкер Хил и Монтереи. Једна од Ноширових кула главне артиљерије је онеспособљена у овом нападу, а 10 чланова посаде је погинуло.
Ноширо, 19. јануара 1944. године, напушта базу Трук и брзо одлази ка јапанском носачу авиона Унјо, који је торпедован од америчке подморнице Хедок и узима га у вучу ка Саипану. Након тога, Ноширо продужава ка бази Јокосука, где одлази у суви док, ради ремонта и модернизације. Том приликом, на крстарици су додата 6 троцевна и 8 једноцевна против-авионска топа од 25 , чиме је број њихових цеви повећан на 32 (8x3 + 8x1).
　

### Битке за Филипине
Модификација је завршена 28. марта 1944. године, и крстарица Ноширо креће из базе Давао 5. априла, ка бази Линга (у близини Сингапура), заједно са крстарицама из 4. дивизије – Атаго, Такао, и Чокаи, 5. дивизије – Мјоко и Хагуро, и разарачем Харусаме.
Јапанска група крстарица је нападнутра од америчке подморнице Дејс, која испаљује 6 торпеда, али сва промашују, а опажена је и од америчке подморнице Дартер, али она није успела да изврши напад. Такође, крстаричка група је опажена 7. априла 1944. године од подморнице Скемп, али ни она не успева да изврши напад. Дана, 18. маја 1944. године, америчка подморница Гернард врши торпедни напад на крстарицу Ноширо, али свих 6 торпеда промашују.
Крстарица Ноширо узима учешће у операцији „А-ГО“ – Битка у Филипинском мору, као заставни брод контраадмирала Микио Хајакаве.
Крај јуна и почетак јула 1944. године, Ноширо проводи у бази Куре где у сувом доку пролази нову модернизацију. Тада су постављена 2 троценва и 10 једноцевна против-авионска топа од 25 , чиме је број њихових цеви достигао 48 (10x3 + 18x1), а постављена су и два радара – Тип-13 за ваздушно осматрање и Тип-22 за површинско осматрање.
Дана, 8. јула 1944. године, Ноширо напушта базу Куре, и заједно са 10 разарача пребацује трупе и материјал у Сингапур, и ту Ноширо остаје наредна три месеца, вршећи тренажно-патролну службу.
Крстарица Ноширо, напушта са јаким снагама јапанске морнарице, 18. октобра 1944. године, залив Брунеј на Борнеу, ради припрема за битку у заливу Лејте, која ће почети 22. октобра 1944. године. Ноширо, као заставни брод 2. флотиле разарача се налазио у саставу Куритине Прве ударне групе – снаге „А“ (централне снаге). У бици у Сибујанском мору, 24. октобра 1944. године, снаге „А“ су 11 пута нападнуте из ваздуха, од преко 250 авиона који су узлетали са америчких носача авиона из оперативне ескадре ТФ-38; Есекс, Лексингтон, Интрепид, Кабот, Френклин и Ентерпрајс. Том приликом, Јапанцима је потопљен бојни брод Мусаши, а оштећени су бојни бродови Јамато и Нагато, бојни крсташ Харуна, тешке крстарице Мјоко и Тоне, и 3 разарача, док је крстарица Ноширо прошла без оштећења.
Следећег дана, током битке код острва Самар, крстарица Ноширо погађа амерички ескортни носач авиона Вајт Плеинс, са неколико пројектила од 155 mm, али је и сама погођена са десне стране пријектилом од 127 mm, испаљеног са америчког разарача.
Дана, 26. октобра 1944. године, западно од острва Панај, Куритине снаге „А“ су нападнуте од 80 авиона Авенџер, торпедних бомбардера са носача авиона Весп и Каупенс. Једна бомба пада на крстарицу Ноширо и проузрокује експлозију магацина против-авионске муниције, и ускоро је цео брод у пламену.
У другом нападу, шест Авенџера напада крстарицу Ноширо, али она успева да избегне сва њихова торпеда. Међутим у трећем таласу, једа Авенџер успева да погоди торпедом крстарицу Ноширо у пределу трећег котловског одељења. То одељење је одмах поплављено, а убрзо вода продире и у прво котловско одељење. Продор воде ускоро проузрокује престанак рада свих котлова на крстарици Ноширо, и то доводи до њеног заустављања са нагибом од 16 степени ка левом боку.
Док су се на крстарици Ноширо вршиле најхитније поправке, а она је непокретно лежала на води, разарач Хаманами прилази уз њен бок и преузима контраадмирала Хајакаву и касније га пребацује на бојни брод Јамато. У 10:14 сати, следи четврти напад из ваздуха, са 28 авиона Авенџер и Хелдајвер, који су долетели са носач авиона Хорнет, и Ноширо је поново погођен једним торпедом у десни бок, овог пута у пределу друге куле главне артиљерије. Против-авионски артиљерци са кртсарице Ноширо су касније тврдили да оборили укупно 6 америчких авиона, приликом ових напада. Капетан Кађивара, наређује да се поплаве предњи магацини, са циљем да се смањи нагиб брода. Пет минута касније, са предњом палубом у нивоу мора и све већим надибом, Кађивара издаје наређење, да се брод напусти. У 11:13 сати, крстарица Ноширо тоне, јужно од острва Миндоро, a јапански разарачи Акишимо и Хаманами спашавају капетана Кађивару и 328 других чланова посаде.
Крстарица Ноширо је избрисана из списка флоте 20. децембра 1944. године.

## Листа Капетана
- Капетан Јошиоки Тавара - 30. јун 1943 — 15. децембар 1943.
- Капетан Суејоши Кађивара - 15. децембар 1943 — 26. октобар 1944.